# Euro Touring Series 2016/17
Die Euro Touring Series 2016/17 (EOS) ist die zehnte Saison der Euro Touring Series, einer Rennserie für funkferngesteuerte Modellautos in Europa.
Erneut werden in dieser Saison sechs Läufe ausgetragen. Neu ist ein Outdoor-Lauf in Getafe bei Madrid und ein Rennen in Ettlingen, welches bisher nur Austragungsort für die Euro Nitro Series war.

## Klassen und Reglement
Ausgetragen werden die Rennen ausschließlich mit 1:10 Elektro-Modellen. Zum Einsatz kommen Tourenwagen mit Allradantrieb (Modified und Pro Stock) und Formel-Autos.
In der Modified, der freiesten Klasse, sind für die dort startenden Tourenwagen Elektronik und Motoren frei, aber Einheitsreifen von Volante vorgeschrieben.
Für die Tourenwagen der Pro Stock sind neben Einheitsreifen von Volante einheitlichen Motoren und Regler von Muchmore mit 13,5 Wicklungen vorgeschrieben.
Für die Formel-Autos sind Reifen von Ride und Einheitsmotoren und -regler von Scorpion mit 21,5 Wicklungen vorgeschrieben.
Der sportliche Ablauf sieht für jede Klasse freie Trainings, Vorläufe und drei Finale vor. Bei diesen Finalen werden die beiden besten eines jeden Fahrers gewertet, und so die Gesamtwertung ermittelt.

## Rennergebnisse
| Datum            | Austragungsort                       | Strecke         | Modified      | Pro Stock        | Formula          |
| ---------------- | ------------------------------------ | --------------- | ------------- | ---------------- | ---------------- |
| 02. – 04.12.2016 | Sport V Hotel, Hrotovice             | Teppich Indoor  | Bruno Coelho  | Alexandre Duchet | David Ehrbar     |
| 24. – 26.02.2017 | Philipp-Heift Halle, Mülheim-Kärlich | Teppich Indoor  | Ronald Völker | Olivier Bultynck | David Ehrbar     |
| 07. – 09.04.2017 | Getafe bei Madrid                    | Asphalt Outdoor | Bruno Coelho  | Alexandre Duchet | Jan Ratheisky    |
| 12. – 14.05.2017 | Riccione                             | Asphalt Outdoor | Bruno Coelho  | Max Mächler      | Jan Ratheisky    |
| 16. – 18.06.2017 | Hudy Racing Arena, Trencin           | Asphalt Outdoor | Bruno Coelho  | Christian Donath | Olivier Bultynck |
| 28. – 30.07.2017 | Ettlingen                            | Asphalt Outdoor | Bruno Coelho  | Olivier Bultynck | Tim Benson       |